# Otto Ducháček
Otto Ducháček (* 7. November 1910 in Ústí nad Orlicí; † 1993) war ein tschechischer Romanist und Sprachwissenschaftler.

## Leben und Werk
Ducháček machte in Jilemnice Abitur und studierte von 1929 bis 1934  bei Max Křepinský und Josef Dvořák an der Karls-Universität Prag. Von 1934 bis 1950 war er Gymnasiallehrer. 1948 habilitierte er sich mit einer Schrift zur Interaktion von Form und Bedeutung der Wörter und war von 1950 bis 1955 Oberassistent an der Universität Prag. Ab 1955 lehrte er an der Masaryk-Universität in Brünn, ab 1966 als ordentlicher Professor für Romanische Sprachwissenschaft. Mit Otakar Novák gab er die Etudes romanes de Brno heraus. Er gehörte zum Comité de patronage der Zeitschrift Le Français Moderne.

Otto Ducháček war der Vater von Vratislav Ducháček (* 1941).

## Werke
- Tchèque pour les Français, Prag 1949
- Úvod do starofrancouzské mluvnice, Prag 1951
- O vzájemném vlivu tvaru a vý-znamu slov [Interaktion von Form und Bedeutung der Wörter], Prag 1953 (Habilitationsschrift)
- Grammaire complète de la langue française, Prag 1955
- Uvedení do románského jazykozpytu, Prag 1956
- Francouzská mluvnice a cvičebnice, 2 Bde.,  Prag 1957
- Le champ conceptuel de la beauté en français moderne, Brünn 1960
- Historický vývoj francouzského jazyka : Určeno pro posluchače fak. fil., Prag 1962, 1963, 1968
- Bibliografické uvedení do románské jazykovědy, Prag 1963
- Précis de phonologie française, Brünn 1965, 1970
- Précis de sémantique française, Brünn 1967
- Langue tchèque. Histoire et norme actuelle, Löwen 1971
- Francouzské významosloví : Určeno pro posluchače fak. filosof. a pedagog., Prag 1971
- Stručná francouzská mluvnice, Prag 1972
- (mit Jozef Bartoš) Grammaire du français contemporain, Bratislava 1976
- L'Evolution de l'articulation linguistique du domaine esthétique du latin au français contemporain, Brünn 1978